# Wanfinga
Wanfinga is een Aukaans dorp op een eiland in de rivier Tapanahony in het gelijknamige ressort in het oosten van het district Sipaliwini in Suriname.
Het dorp ligt kort voor de samenvloeiing van de Tapanahony en Lawa in de Marowijne. Wanfinga ligt tussen Nikie (stroomopwaarts) en Benanoe (stroomafwaarts). De inwoners van deze drie dorpen horen tot de Aukaanse geslachtslijn Dikan-lo. Hun voorouders waren slaafgemaakten die vluchtten van de plantages Nes-en-Camp die aan de monding van de Coermotibo in de Cotticarivier. De dorpen hebben elk een eigen kapitein.
In 2025 werd een drinkwaterstation in het dorp in gebruik genomen.
Wanfinga betekent Eén vinger en verwijst naar een dreigende vinger, mogelijk richting de plantagehouders.
De belangrijkste voorzieningen voor het dorp liggen op Stoelmanseiland, stroomafwaarts in de Marowijnerivier.
Affivisiti · Agaigoni · Ajokojokondre · Akani Pata · Aloepi 1 & 2 · Alopi · Antino · Antonio do Brinco · Apetina · Benanoe · Benzdorp · Clementi · Cottica · Draai · Drietabbetje · Gakaba · Godo-olo · Godoro · Granbori · Herminadorp · Intelewa · Kampoe · Kawemhakan · Koemakapan · Kontina · Lensidede · Maboga · Maisa Kampu · Manlobi · Moitaki · Monpoesoe · Nikie · Paloemeu · Peleloe Tepoe · Peruano · Poeketi · Poeloegoedoe · Ronaldo · Sajé · Tjon Tjon · Tutu Kampu · Wanfinga · Wehejok